# West Indies Women’s Cricket Team in Sri Lanka in der Saison 2015
Die Tour des West Indies Women’s Cricket Teams nach Sri Lanka in der Saison 2015 fand vom 13. bis zum 26. Mai 2015 statt. Die internationale Cricket-Tour war Bestandteil der Internationalen Cricket-Saison 2015 und umfasste vier WODIs und drei WTwenty20s. Die West Indies gewannen die WODI Serie mit 3–1 und die WTwenty20-Serie mit 2–1.

## Vorgeschichte
Für beide Mannschaften war es die erste Tour der Saison. Das letzte Aufeinandertreffen der beiden Mannschaften bei einer Tour fand in der Saison 2012/13 in Sri Lanka statt.

## Stadien
Die folgenden Stadien wurden für die Tour als Austragungsort vorgesehen.
| Stadion                    | Stadt   | Kapazität | Spiele                     |
| -------------------------- | ------- | --------- | -------------------------- |
| R. Premadasa Stadium (RPS) | Colombo | 35.000    | 1. – 4. WODI; 1. – 3. WT20 |

## Kaderlisten
Sri Lanka benannte seine Kader am 2. Mai 2015.
| WODI | WODI | WTwenty20 | WTwenty20 |
| Sri Lanka | West Indies | Sri Lanka | West Indies |
| --- | --- | --- | --- |
| - Chamari Atapattu (K) - Prasadini Weerakkody (wk) - Nipuni Hansika - Sanduni Abeywickrema - Dilani Manodara - Shashikala Siriwardene - Eshani Kaushalya - Sripali Weerakkody - Ama Kanchana - Inoka Ranaweera - Sugandika Kumari - Lasanthi Madushani - Chathurani Gunewardene - Maduri Samuddhika | - Merissa Aguilleira (K, wk) - Hayley Matthews - Stafanie Taylor - Shemaine Campbelle - Deandra Dottin - Kycia Knight - Stacy-Ann King - Afy Fletcher - Anisa Mohammed - Tremaine Smartt - Shamilia Connell - Chinelle Henry | - Chamari Atapattu (K) - Eshani Kaushalya - Yasoda Mendis - Dilani Manodara - Shashikala Siriwardene - Sripali Weerakkody - Nipuni Hansika - Ama Kanchana - Inoka Ranaweera - Sugandika Kumari - Udeshika Prabodhani - Hasini Perera - Maduri Samuddhika - Chathurani Gunawardene | - Merissa Aguilleira (K) - Hayley Matthews - Stafanie Taylor - Shemaine Campbelle - Deandra Dottin - Kycia Knight (wk) - Stacy-Ann King - Afy Fletcher - Anisa Mohammed - Tremaine Smartt - Shamilia Connell - Chinelle Henry |

## Women’s One-Day Internationals

### Erstes WODI in Colombo
| 13. Mai Scorecard | Colombo (RPS) | Sri Lanka 149 (49.5)              | – | West Indies 153-5 (40.1) |
|                   |               | West Indies gewinnt mit 5 Wickets |   |                          |

Sri Lanka gewann den Münzwurf und entschied sich als Schlagmannschaft zu beginnen. Als Spielerin des Spiels wurde Deandra Dottin ausgezeichnet.

### Zweites WODI in Colombo
| 15. Mai Scorecard | Colombo (RPS) | West Indies 124 (42.3)          | – | Sri Lanka 127-4 (39.2) |
|                   |               | Sri Lanka gewinnt mit 6 Wickets |   |                        |

Die West Indies gewannen den Münzwurf und entschieden sich als Schlagmannschaft zu beginnen. Als Spielerin des Spiels wurde Shashikala Siriwardene ausgezeichnet.

### Drittes WODI in Colombo
| 18. Mai Scorecard | Colombo (RPS) | West Indies 215-3 (50)                       | – | Sri Lanka 170-8 (40.2/46) |
|                   |               | West Indies gewinnt mit 18 Runs (D/L method) |   |                           |

Die West Indies gewannen den Münzwurf und entschieden sich als Schlagmannschaft zu beginnen. Als Spielerin des Spiels wurde Stafanie Taylor ausgezeichnet.

### Viertes WODI in Colombo
| 20. Mai Scorecard | Colombo (RPS) | West Indies 156 (47.3)          | – | Sri Lanka 125 (45.2) |
|                   |               | West Indies gewinnt mit 31 Runs |   |                      |

Die West Indies gewannen den Münzwurf und entschieden sich als Schlagmannschaft zu beginnen. Als Spielerin des Spiels wurde Britnes Cooper ausgezeichnet.

## Women’s Twenty20 Internationals

### Erstes WTwenty20 in Colombo
| 23. Mai Scorecard | Colombo (RPS) | West Indies 109-6 (20)                    | – | Sri Lanka 88-6 (15.2/15.2) |
|                   |               | Sri Lanka gewinnt mit 5 Runs (D/L method) |   |                            |

Sri Lanka gewann den Münzwurf und entschied sich als Feldmannschaft zu beginnen. Als Spielerin des Spiels wurde Sripali Weerakkody ausgezeichnet.

### Zweites WTwenty20 in Colombo
| 25. Mai Scorecard | Colombo (RPS) | Sri Lanka 124-5 (20)              | – | West Indies 125-2 (18.5) |
|                   |               | West Indies gewinnt mit 8 Wickets |   |                          |

Sri Lanka gewann den Münzwurf und entschied sich als Schlagmannschaft zu beginnen. Als Spielerin des Spiels wurde Stafanie Taylor ausgezeichnet.

### Drittes WTwenty20 in Colombo
| 26. Mai Scorecard | Colombo (RPS) | Sri Lanka | – | West Indies |
|                   |               |           |   |             |

Die West Indies gewannen den Münzwurf und entschieden sich als Feldmannschaft zu beginnen. Als Spielerin des Spiels wurde Hayley Matthews ausgezeichnet.

## Auszeichnungen

### Player of the Series
Als Player of the Series wurden der folgende Spieler ausgezeichnet.
| Serie | Player of the Series |
| ----- | -------------------- |
| WODI  | Deandra Dottin       |
| WT20  | Hayley Matthews      |

### Player of the Match
Als Player of the Match wurden die folgenden Spielerinnen ausgezeichnet.
| Spiel   | Player of the Match    |
| ------- | ---------------------- |
| 1. WODI | Deandra Dottin         |
| 2. WODI | Shashikala Siriwardene |
| 3. WODI | Stefanie Taylor        |
| 3. WODI | Britney Cooper         |
| 1. WT20 | Sripali Weerakkody     |
| 2. WT20 | Stafanie Taylor        |
| 3. WT20 | Hayley Matthews        |